# Proterospastis quadruplella
Proterospastis quadruplella är en fjärilsart som beskrevs av Caradja 1920. Proterospastis quadruplella ingår i släktet Proterospastis och familjen äkta malar.
Artens utbredningsområde är Spanien. Inga underarter finns listade i Catalogue of Life.